# Mendidaphodius lepidulus
Mendidaphodius lepidulus är en skalbaggsart som beskrevs av Edgar von Harold 1866. Mendidaphodius lepidulus ingår i släktet Mendidaphodius och familjen Aphodiidae. Inga underarter finns listade i Catalogue of Life.